# Trpimirović-ház
A Trpimirović-ház a legnagyobb horvát uralkodóház, amelyből a kora középkorban horvát fejedelmek, majd később királyok sora származott. Nevét őséről, I. Trpimir horvát fejedelemről kapta, aki a 9. század első felében élt, és akinek uralkodása alatt jegyezték fel először a horvát népnevet (Dux Chroatorum). Azt tartják, hogy a dinasztia 1074-ig folyamatosan uralkodott, bár nem erősíthető meg, hogy Tomiszláv és I. Krešimir rokonságban álltak volna elődeikkel. Az egyetlen érv, amely I. Trpimirt és fiait, Zdeszlávot és Muncimirt a 10. század uralkodóival köti össze II. Trpimir neve. A vérvonal kétségtelenül csak Trpimirtől fiáig, Muncimirig vezethető vissza, majd Tomiszláv örököseitől tovább. A legtöbb uralkodó esetében azonban az uralkodás pontos éve sem határozható meg.

## Története
A Trpimirovićok patrimoniális birtokai a Trau és Spalato, valamint a Spalato és Omiš (Poljica) közötti partmenti területen helyezkedtek el, de később más területekre is kiterjedtek. Ezekről a birtokokról szedték be az uralkodók a jobbágyok által fizetett adót (tribatum). Első számú székhelye Klissza vára volt, de frankok hűbérese lévén gyakran harcolt a frankok oldalán.
Trpimir fejedelem halála után a hatalmat ideiglenesen Domagoj személyében egy másik uralkodóház, a Domagojović-ház vette át, majd 878-ban Trpimir fia Zdeszláv Domagoj ismeretlen nevű fiát elűzve visszaszerezte a hatalmat. Ezt azonban nem tudta megtartani, mert 879-ben Domagoj másik fia Branimir fellázadt ellene és megölte. Testvére, Muncimir 892-ben szerezte vissza a hatalmat, akinek már sikerült megőriznie a fejedelemsége függetlenségét a régió nagyhatalmaival szemben. A dinasztia uralkodói ugyanis eleinte frank vazallusként uralkodtak. Összecsaptak a Velencei Köztársasággal és a Bizánci Birodalommal, de a 9. század vége felé nagyobb függetlenségre tettek szert.
A 10. században Tomiszláv király egyesítette a pannóniai és a tengerparti Horvátországot, és létrehozta a Horvát Királyságot. Uralkodására vonatkozó szűkös történelmi források szerint ekkor Horvátország már erős állam volt. Külpolitikai szinten kapcsolatokat ápolt a Szentszékkel és sikeresen védekezett a magyar betörések ellen, hazai szinten pedig részt vett a 925-ben és 928-ban Spalatóban tartott egyházi zsinatokon. A 10. és 11. században is folytatódott a harc a dalmát városokért Bizánccal és a Velencei Köztársasággal. Tomiszláv utódai nem tudtak stabil uralmat fenntartani, így az országot a 10. század közepén dinasztikus válság sújtotta. A két testvér, Miroszláv és Mihajlo Krešimir harcában Pribina bán ez utóbbi javára közbelépett, aminek következtében 949-ben meggyilkolták Miroszláv királyt.
Az ország politikai és társadalmi fellendülése Stjepan Držislav uralkodása alatt ment végbe, akiről Tamás spalatói főesperes azt írja, hogy megkapta a királyi tisztelet jeleit, és hogy ő korától kezdve Dalmácia és Horvátország királyainak nevezik a horvát uralkodókat. Stjepan Držislav király 997-ben bekövetkezett halála után a trónon három fia követte: Szvetoszláv Szuronja, III. Krešimir és Gojszláv. Két fiatalabb testvér fellázadt Szvetoszláv Szuronja ellen, ami újabb trónharcot eredményezett, mely Szvetoszláv megdöntésével ért véget. III. Krešimir és Gojszláv közösen vette át a hatalmat. Szvetoszlávtól és fiától, Stjepantól származott a Szlavóniát uraló Svetoslavić-ág, míg a másik ágat III. Krešimir leszármazottai, a Krešimirovićok alkották, akik továbbra is uralták a Horvát Királyságot.
A dinasztia IV. Krešimir uralkodása alatt érte el csúcspontját, aki megszilárdította és kiterjesztette a királyságot, de fia II. István halálával 1091-ben kihalt, mert nem hagyott hátra fiú örököst.

## A Trpimirović-ház uralkodói

### A Tengerparti Horvátország fejedelmei
- I. Trpimir (845. - 864.)
- Zdeszláv (864., 876./878. - 879.)
- Muncimir (892. - 910.)
- Tomiszláv (910. - 925.)

### Horvátország királyai
- I. Tomiszláv (925. - 928.)
- II. Trpimir (928. - 935.)
- I. Krešimir (935. - 945.)
- Miroszláv (945. - 949.)
- II. Krešimir (949. - 969.)
- Stjepan Držislav (969. - 997.)
- Szvetoszláv Szuronja (997. - 1000.)
- Gojszláv (1000.  - 1020.)
- III. Krešimir (1000. - 1030.)
- I. István (1030. - 1058.)
- IV. Krešimir (1058. - 1074.)
- Zvonimir (1075. - 1089.)
- II. István (1089. - 1091.)